# NGC 3199
NGC 3199是一個在天球上位於船底座的發射星雲，距離地球約1.2萬光年。該星雲由英國天文學家約翰·赫歇爾發現於1834年4月1日。NGC 3199是由星雲中心的沃爾夫–拉葉星WR 18的恆星風與星際物質交互作用的弓形震波所形成。

## 外部連結
- NASA Astronomy Picture of the Day: Windblown NGC 3199 (22 May 2008)